# Делие
«Делие» (серб. Делије) или «Делие Север» (серб. Делије север) — объединение активных фанатов спортивного общества «Црвена звезда». Одна из самых известных фанатских группировок в мире.
Название «Делие» впервые стало использоваться активными фанатами «Црвены звезды» в конце 1980-х годов. Группировка сформировалось 7 января 1989 года путём объединения всех фанатских фракций, которые располагались на северной трибуне стадиона «Црвена звезда».
С середины 1980-х годов сторонники поддерживают дружеские отношения с фанатами греческого «Олимпиакоса», основанные на общей православной вере и одинаковых цветах клубов. В середине 2000-х годов к сербско-греческому союзу присоединились фанаты московского «Спартака». Болельщики всех трёх клубов объединяются под слоганом «Православные братья» (серб. Православна браћа).